# Semtěš (Pšov)

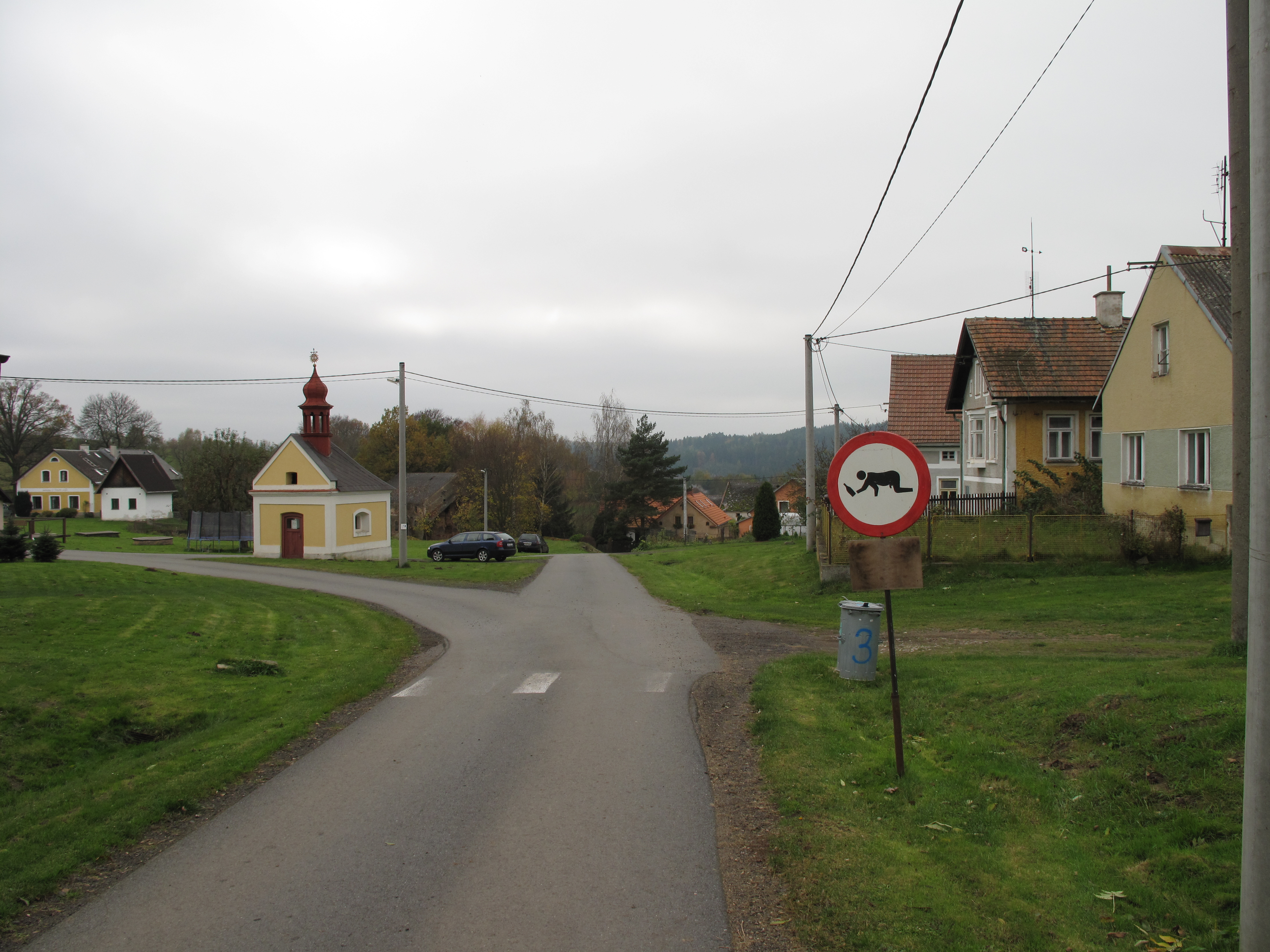
Semtěš (Dorfplatz)

Semtěš (deutsch Semtisch) ist ein Ortsteil der Gemeinde Pšov in Tschechien. Er liegt zwei Kilometer südwestlich von Žlutice und gehört zum Okres Karlovy Vary.

## Geographie
Semtěš befindet sich im Tepler Hochland rechtsseitig über dem Tal des Borecký potok. Nordwestlich erhebt sich der Mlýňanský vrch (634 m), dahinter liegt die Talsperre Žlutice. Im Nordosten liegen der Nevděk (630 m) und der Krkavec (575 m). Südlich erhebt sich der Semtěšský vrch (593 m), im Südwesten der Pohořelec (554 m) und im Westen der Ptačí vrch (625 m). Im Westen verläuft die Eisenbahnstrecke Rakovník-Bečov nad Teplou, die durch das Tal des Borecký potok führt und am Pohořelec in zwei Tunneln die Bachschleifen durchquert. Die Bahnstation "Borek u Žlutic" liegt einen knappen Kilometer westlich von Semtěš im Tal bei Nový Dvůr.
Nachbarorte sind Verušice im Norden, Žlutice und Hradský Dvůr im Nordosten, Strahovský Mlýn und Kobylé im Osten, Pšov im Südosten, Borek im Süden, Nový Dvůr und Štědrá im Südwesten, Mostec im Westen sowie Skoky im Nordwesten.

## Geschichte
Die erste schriftliche Erwähnung des Dorfes erfolgte 1365 in einer Urkunde Boresch V. von Riesenburg. 1474 wurde das Dorf in der Landtafel dem Spital in Luditz zugeschrieben. Gepfarrt war das Dorf nach Kobylé.
1850 entstand die politische Gemeinde Semtisch/Semtěš im Bezirk Luditz. Im Jahre 1900 bestand Semtisch aus 22 Häusern und hatte 107 deutschsprachige Einwohner. 1930 hatte das Dorf 126 Einwohner. Nach dem Münchner Abkommen wurde Semtisch 1938 dem Deutschen Reich zugeschlagen und bis 1945 gehörte das Dorf zum Landkreis Luditz. 1939 hatte Semtisch 104 Einwohner. Nach dem Ende des Krieges kam Semtěš zur Tschechoslowakei zurück und wurde 1949 als  in den Okres Toužim eingeordnet. Am 1. Jänner 1961 erfolgte die Eingemeindung nach Pšov, gleichzeitig wurde das Dorf Teil des Okres Karlovy Vary.  Zum Kataster gehört auch die im Tal des Borecký potok gelegene Semtěšský Mlýn. 1991 hatte der Ort 33 Einwohner. Im Jahre 2001 bestand das Dorf aus 12 Wohnhäusern, in denen 26 Menschen lebten.

## Sehenswürdigkeiten
- Kapelle, aus der 1. Hälfte des 19. Jahrhunderts
- Burgruine Štědrý hrádek auf dem Pohořelec, südwestlich des Dorfes